# Staurothele geoica
Staurothele geoica är en lavart som beskrevs av Zschacke. Staurothele geoica ingår i släktet Staurothele och familjen Verrucariaceae.   Inga underarter finns listade i Catalogue of Life.